# Hartwin Spenkuch
Hartwin Spenkuch (* 22. Oktober 1960 in Würzburg) ist ein deutscher Historiker und Mitarbeiter der Berlin-Brandenburgischen Akademie der Wissenschaften.

## Werdegang
Hartwin Spenkuch studierte Geschichte, Germanistik und Politikwissenschaft an der Universität Würzburg, der Universität Bielefeld und der Johns Hopkins University Baltimore/USA mit dem Abschluss Staatsexamen. 1993 wurde er in Bielefeld bei Jürgen Kocka promoviert. 1989/90 arbeitete er an der Ausstellung „Bismarck, Preußen, Deutschland und Europa“ des Deutschen Historischen Museums Berlin mit und konzipierte 1993/94 die Ausstellung „Deutsche im Osten“ des Deutschen Historischen Museums.

## Berufstätigkeit und Hauptforschungsgebiete
Die Dissertation unter dem Buchtitel Das Preußische Herrenhaus. Adel und Bürgertum in der Ersten Kammer des Landtages 1854–1918 untersucht die Institution verfassungsgeschichtlich und sozialhistorisch deren bürgerliche bzw. adelige Mitgliedsgruppen. Das Buch wurde in Rezensionen als Standardwerk zur Institution, bahnbrechendes Kollektivporträt des preußischen Adels im späten 19. Jahrhundert und Studie, die zur Verleihung von zwei Doktortiteln ausreichen würde, hochgelobt sowie bis heute vielfach zitiert.
Als wissenschaftlicher Mitarbeiter der Berlin-Brandenburgischen Akademie der Wissenschaften ab 1994 forschte Spenkuch zu Preußen, zunächst im Akademienvorhaben Protokolle des Preußischen Staatsministeriums 1817–1934/38, ab 2004 im Folgeprojekt Preußen als Kulturstaat und ab 2017 im Akademienvorhaben Anpassungsstrategien der späten mitteleuropäischen Monarchie am preußischen Beispiel (1786–1918). Als Lehrbeauftragter am Friedrich-Meinecke-Institut der Freien Universität Berlin bot Spenkuch 2003–2012 Übungen zu Preußen, deutscher Parteiengeschichte, Historikerkontroversen, Weimarer Republik und politischen Mythen an.
Drei von Spenkuch bearbeitete Bände Regesten der Sitzungen des Preußischen Staatsministeriums erschließen die Themen der Kabinettsitzungen zwischen 1875 und 1900 aus den Akten des Geheimen Staatsarchivs Preußischer Kulturbesitz und belegen den antiparlamentarischen Kampfkurs unter Bismarck bis 1890 sowie die Regierungskrisen bis zur Kanzlerschaft Bernhard von Bülows 1900. Im Vorhaben Preußen als Kulturstaat war Hartwin Spenkuch Mitverfasser von sechs Editions- und Darstellungsbänden zur kaiserzeitlichen Schul- und Hochschulgeschichte und Alleinautor von umfangreichen Quellenbänden zur preußischen Wissenschaftspolitik 1918–1933, die gegen viele Widerstände Reformen anging und unter parteipolitischer Aufladung litt. In der Edition zur Universitätspolitik Preußens 1897–1907 unter Friedrich Althoff widerspricht Spenkuch dessen Stilisierung zum einzigartigen Allein-Gestalter. Er sieht ihn auch als Repräsentanten einer wissenschaftsfreundlichen Epoche, die allerdings mit bis heute aktuellen Finanzierungs-, Nachwuchs- und Partizipationsproblemen der Hochschulen einschließlich der nicht selten von politischen Ressentiments unterlegten Auswahlkriterien bei Professorenberufungen zu tun hatte.
Zuweilen als einer der „letzten entschiedenen Verfechter der Sonderwegsthese“ bezeichnet, hält Spenkuch wie James Retallack und Eckart Conze oder früher Hans-Ulrich Wehler an spezifischen Merkmalen fest, die er in Preußen lokalisiert – anders als in Süddeutschland. Auch ohne normativ und teleologisch einen deutschen Sonderweg zu behaupten, lassen sich basale Kontinuitäten im kaiserzeitlichen Nationalismus und im Antisemitismus sowie folgenreiche Faktoren konstatieren: Das Defizit an politischer Verantwortlichkeit der Parteien wegen ihrer Unterordnung im konstitutionellen System, der einflussreiche Militärbereich, die verbreitete Staatsfixierung im Bürgertum oder die Stärke der bis 1918 junkeradelig dominierten hochkonservativen bzw. dann deutschnationalen Eliten konzentriert in Preußen. Trotz solcher bedeutsam prägenden Konflikte und dunklen Seiten der Moderne wird keine Einbahnstraße auf 1933 hin behauptet, sondern Weltkriegsfolgen und Gewalterfahrung, Wirtschaftskrise und Akteure als kontingente Voraussetzungen anerkannt; der Judenmord ab 1941 wird allenfalls partiell erklärt. In einem Literaturbericht und einem Handbuch-Beitrag hat er diese Sichtweise entfaltet.
Spenkuchs Buch Preußen – eine besondere Geschichte ist eine kritische Gesamtdarstellung, vielfach gegen die Sichtweise von Christopher Clark gerichtet. Neben Staat, Gesellschaft und Wirtschaft werden erstmals umfassend der gesellschaftlich umkämpfte Kulturbereich sowie innovativ die transnationalen und kolonialen Verknüpfungen Preußens als ausbaufähiges künftiges Forschungsfeld betrachtet.
Im Sinne der kritischen Bielefelder Schule von Hans-Ulrich Wehler und Jürgen Kocka publizierte er ca. siebzig Rezensionen. Er wendet sich gegen revisionistische Ansätze, die Preußen aus seiner Sicht zu versöhnlich sehen und für das Deutsche Kaiserreich nur moderne Aufbrüche sowie Reformbewegungen konstatieren, beispielsweise 2006 zu Christopher Clarks Preußen. Aufstieg und Niedergang 1600–1947 und 2018 zu Hedwig Richters Band Moderne Wahlen oder die Hauptschuld der deutschen Führung am Beginn des Ersten Weltkriegs im Sommer 1914 bestreiten.

## Mitgliedschaften und Gutachtertätigkeit
- Mitglied im Verband der Historiker und Historikerinnen Deutschlands (VHD)
- Mitglied der Central European History Society of the American Historical Association
- Tätigkeit als Gutachter zu wissenschaftlichen Veröffentlichungen der Österreichischen Akademie der Wissenschaften (Protokolle des Österreichischen Ministerrats) und der Zeitschrift Administory

## Veröffentlichungen (Auswahl)
Monographien und Editionen
- Das Preußische Herrenhaus. Adel und Bürgertum in der Ersten Kammer des Landtages 1854–1918. Düsseldorf 1998, ISBN 3-7700-5203-X (= Beiträge zur Geschichte des Parlamentarismus und der politischen Parteien, Band 110).
- mit Rainer Paetau (Bearb.): Die Protokolle des Preußischen Staatsministeriums 1817–1934/38. Hrsg. von der Berlin–Brandenburgischen Akademie der Wissenschaften. Bd. 6/I und 6/II: 3. Januar 1867 bis 20. Dezember 1878. Hildesheim u. a. 2004, ISBN 978-3-487-11003-5 und ISBN 978-3-487-11826-0.
- (Bearb.) Die Protokolle des Preußischen Staatsministeriums 1817–1934/38. Hrsg. von der Berlin–Brandenburgischen Akademie der Wissenschaften. Bd. 7: 8. Januar 1879 bis 19. März 1890. Hildesheim u. a. 1999, ISBN 3-487-11004-0.
- (Bearb.) Die Protokolle des Preußischen Staatsministeriums 1817–1934/38. Hrsg. von der Berlin–Brandenburgischen Akademie der Wissenschaften. Bd. 8/I und 8/II: 21. März 1890 bis 9. Oktober 1900. Hildesheim u. a. 2003, ISBN 3-487-11005-9 und ISBN 3-487-11827-0.
- Acta Borussica, N. F. 2. Reihe: Preußen als Kulturstaat, Abt. 1: Das preußische Kultusministerium als Staatsbehörde und gesellschaftliche Agentur (1817–1934). Hrsg. von der Berlin-Brandenburgischen Akademie der Wissenschaften unter der Leitung von Wolfgang Neugebauer, Berlin 2009–2018.
- Bd. 1,1: Die Behörde und ihr höheres Personal. Darstellung (mit Bärbel Holtz, Rainer Paetau, Reinhold Zilch), Berlin 2009, S. 32–43, 77–85, 108–112, 138–162, 223–266, ISBN 978-3-05-004571-9.
- Bd. 1,2: Die Behörde und ihr höheres Personal. Dokumente. Berlin 2009 (mit Bärbel Holtz, Rainer Paetau, Christina Rathgeber, Reinhold Zilch), ISBN 978-3-05-004572-6.
- Bd. 2,1: Das Kultusministerium auf seinen Wirkungsfeldern Schule, Wissenschaft, Kirchen, Künste und Medizinalwesen. Darstellung. Berlin 2010, S. 56–92 (Schulwesen 1866–1918), 135–287 (Wissenschaften und Hochschulen), ISBN 978-3-05-004656-3.
- Bd. 2,2: Das Kultusministerium auf seinen Wirkungsfeldern Schule, Wissenschaft, Kirchen, Künste und Medizinalwesen. Dokumente. Berlin 2010 (mit Bärbel Holtz, Christina Rathgeber, Reinhold Zilch), ISBN 978-3-05-004657-0.
- Bd. 3,1: Kulturstaat und Bürgergesellschaft im Spiegel der Tätigkeit des Kultusministeriums. Fallstudien (mit Bärbel Holtz, Christina Rathgeber, Reinhold Zilch), Berlin 2012, S. 213–243, 301–343, ISBN 978-3-05-004926-7.
- Bd. 3,2: Kulturstaat und Bürgergesellschaft im Spiegel der Tätigkeit des Kultusministeriums. Dokumente. Berlin 2012 (mit Bärbel Holtz, Christina Rathgeber, Reinhold Zilch), ISBN 978-3-05-004927-4.
- Bd. 9/I und 9/II: Wissenschaftspolitik in der Weimarer Republik. Dokumente zur Hochschulentwicklung im Freistaat Preußen und zu ausgewählten Professorenberufungen in sechs Disziplinen (1918 bis 1933). Berlin 2016, ISBN 978-3-11-045626-4.
- Bd. 13: Preußische Universitätspolitik im Deutschen Kaiserreich. Dokumente zu Grundproblemen und ausgewählten Professorenberufungen in den Philosophischen Fakultäten zur Zeit Friedrich Althoffs (1897–1907). Berlin 2018, ISBN 978-3-11-052944-9.
- Preußen – eine besondere Geschichte. Staat, Wirtschaft, Gesellschaft und Kultur 1648–1947. Göttingen 2019, ISBN 978-3-525-35209-0.

Herausgeberschaft
- mit Bärbel Holtz (Hrsg.): Preußens Weg in die politische Moderne. Verfassung – Verwaltung – politische Kultur zwischen Reform und Reformblockade. Berlin 2001, ISBN 3-05-003580-3 (= Berichte und Abhandlungen der Berlin–Brandenburgischen Akademie der Wissenschaften, Sonderband 7).

Aufsätze
- Herrenhaus und Rittergut. Die Erste Kammer des Landtages und der preußische Adel von 1854 bis 1918 in sozialgeschichtlicher Sicht. In: Geschichte und Gesellschaft 25 (1999), Heft 3, S. 375–403.
- „Pairs und Impairs“. Von der Ersten Kammer zum Herrenhaus (1849–1872). Argumente, Positionen, Entscheidungen. In: Heinz Reif (Hrsg.): Adel und Bürgertum in Deutschland. Bd. 1: Entwicklungslinien und Wendepunkte im 19. Jahrhundert. Berlin 2000, S. 173–206, ISBN 3-05-003448-3.
- „Es wird zuviel regiert“. Die preußische Verwaltungsreform 1908–1918 zwischen Ausbau der Selbstverwaltung und Bewahrung bürokratischer Staatsmacht. In: Bärbel Holtz, Hartwin Spenkuch (Hrsg.): Preußens Weg in die politische Moderne. Verfassung–Verwaltung–politische Kultur zwischen Reform und Reformblockade. Berlin 2001, S. 321–356, ISBN 3-05-003580-3.
- Herrenhaus und Staatsrat in der preußischen Verfassungsgeschichte (1849/54–1933). „Familientag der ostelbischen Junker“ und „Futterkrippe für politische Nullen“?. In: Bundesrat (Hrsg.): Der Bundesrat im ehemaligen Preußischen Herrenhaus. Berlin 2002, S. 43–61, ISBN 3-7861-2437-X.
- Vergleichsweise besonders? Politisches System und Strukturen Preußens als Kern des „deutschen Sonderwegs“. In: Geschichte und Gesellschaft 29 (2003), S. 262–293.
- The German Right: Has it changed? A Reply to Oded Heilbronner’s Review Article [mit Frank Bösch, Eckart Conze, Manfred Kittel, Stephan Malinowski und Heinz Reif]. In: German History 22 (2004), S. 613–618.
- Bürgersinn und Staatshoheit. Stiftungen und Schenkungen für wissenschaftliche Zwecke (1890–1918). In: Wolfgang Neugebauer, Bärbel Holtz (Hrsg.): Kulturstaat und Bürgergesellschaft. Preußen, Deutschland und Europa im 19. und frühen 20. Jahrhundert. Berlin 2010, S. 241–265, ISBN 978-3-05-004616-7.
- Erste Kammern, Adelslandschaften und nationale Kontexte – Das Preußische Herrenhaus und Preußens Adel in vergleichender Perspektive mit Senat und Aristokratien Italiens (1854–1918). In: Gabriele B. Clemens u. a. (Hrsg.): Hochkultur als Herrschaftsinstrument. Italienischer und deutscher Adel im langen 19. Jahrhundert. Berlin 2011, S. 95–119, ISBN 978-3-11-023568-5.
- Preußen als Kulturstaat – Begriff, realhistorische Ausprägung und Akteure (1815–1914). In: Philipp Ther (Hrsg.): Kulturpolitik und Theater. Die kontinentalen Imperien in Europa im Vergleich. Wien u. a. 2012, S. 99–126, ISBN 978-3-486-71211-7.
- „An die Spitze einer neuen Weltgestaltung gestellt“ – Zu Grundlinien der Entwicklung des Kulturstaats in Preußen (1807–1870). In: Gisela Mettele, Andreas Schulz (Hrsg.): Preußen als Kulturstaat im 19. Jahrhundert. Paderborn 2014, S. 157–183, ISBN 978-3-506-78077-5.
- Prussian Governance. In: Matthew Jefferies (Hrsg.): The Ashgate Research Companion to Imperial Germany. Farnham 2015, S. 33–53, ISBN 978-1-4094-3551-8.
- „Der einzige deutsche Staatsmann, der aktiv darum bemüht war, den Ausbruch eines Krieges zu verhindern“ – Karl Fürst Lichnowsky, Gottlieb von Jagow, das Hoffen auf Englands Neutralität 1912–1914 und die Kriegsschuldfrage. In: Reinhold Zilch (Hrsg.): Gottlieb von Jagow (1863–1935) und sein Umfeld. Ein kaiserlicher Spitzendiplomat zwischen Erstem Weltkrieg und Kriegs(un)schuldforschung. Berlin 2020, ISBN 978-3-86464-179-4, S. 43–62.